# Prowadź mnie ulico vol. 1
Prowadź mnie ulico vol. 1 – album muzyczny zawierający utwory różnych wykonawców związanych z wytwórnią Jimmy Jazz Records wydany w 2004 r. Była to pierwsza publikacja w ramach serii albumów wydawanych pod tytułem Prowadź mnie ulico. Zawierała zestawienie utworów różnych wykonawców, które znalazły się na ich albumach wydanych przez tę wytwórnię w latach 1995-2004 oraz utwory niepublikowane. W albumie zamieszczono 28 utworów muzycznych. Pod względem prezentowanej twórczości były to utwory z takich nurtów muzycznych jak punk rock, street punk/oi!, ska i psychobilly.

## Historia
W 2004 r. wytwórnia muzyczna Jimmy Jazz Records wydała album kompilacyjny z utworami różnych wykonawców związanych z tą właśnie wytwórnią oraz z wytwórnią „Rock’n’roller”, która była poprzedniczką tego wydawcy. Jest to zbiór utworów zawartych w publikacjach pochodzących z lat 1995-2004 obu wymienionych wytwórni. Jak się później okazało był to pierwszy album z całej serii albumów wydawanych w kolejnych latach pod szyldem „Prowadź mnie ulico” o podobnej idei przewodniej. Początkowo albumy te były wydane regularnie co roku, a więc kolejno w 2005 r. („Prowadź mnie ulico vol. 2”), w 2006 r. („Prowadź mnie ulico vol. 3”), w 2007 r. („Prowadź mnie ulico vol. 4”) i w 2008 r. („Prowadź mnie ulico vol. 5”), a następnie nieregularnie, tj. w 2014 r. („Prowadź mnie ulico vol. 6”) i 2021 r. („Prowadź mnie ulico vol. 7 & 8”).

## Album
Album został wydany na jednej płycie kompaktowej, na której zamieszczono 28 utworów. W ramach katalogu wytwórni Jimmy Jazz Record album ma przypisany identyfikator JAZZ 063. Wydanie miało dwie wersje: pierwsza podstawowa w opakowaniu typu „jewel case”, a druga „cardboard sleeve”. Na okładce nie ma jeszcze nadanego numeru 1 („vol. 1”), stosowanego do identyfikacji wydania w późniejszych publikacjach, lecz widnieje napis „Prowadź mnie ulico!!!”.

## Muzyka i wykonawcy
Muzyka zaprezentowana w ramach albumu należy do kilku gatunków muzycznych generalnie określanych jako przynależnych do sceny alternatywnej, niezależnej. Pośród nich dominuje punk rock w różnych jego odmianach, w tym street punk/oi!. Z innych gatunków muzycznych należy wymienić takie jak ska i psychobilly. W albumie zamieszczono utwory różnych wykonawców. Są to następujące zespoły: All Bandits, Anti Dread, Dr. Cycos, Exit From Hell, Karcer, Komety, Lumpex 75, Not So Fast, Podwórkowi Chuligani, Po Prostu, Ramzes & The Hooligans, Skampararas, Skarpeta, Skauci, The Analogs, The Hunkies, Vespa, Way Side Crew.

## Utwory
| Lp | Wykonawca              | Tytuł                       | Czas |
| -- | ---------------------- | --------------------------- | ---- |
| 1  | The Analogs            | Blask Szminki               | 3:30 |
| 2  | Not So Fast            | My I Oni                    | 2:17 |
| 3  | Podwórkowi Chuligani   | Ako Ska                     | 2:47 |
| 4  | Karcer                 | Życie Za Hymn               | 2:41 |
| 5  | The Analogs            | Na Ulicach Miast            | 2:40 |
| 6  | Skampararas            | Pseudo                      | 1:39 |
| 7  | Karcer                 | Moje Miasto                 | 3:05 |
| 8  | Komety                 | Tak Czy Nie                 | 2:04 |
| 9  | The Analogs            | Podobno                     | 2:55 |
| 10 | Skarpeta               | Psycho Billy                | 2:34 |
| 11 | The Analogs            | Idole                       | 4:20 |
| 12 | Podwórkowi Chuligani   | Rude Boy Janek              | 2:40 |
| 13 | Lumpex'75              | To My!                      | 2:42 |
| 14 | Exit From Hell         | Skakacz                     | 1:57 |
| 15 | Skampararas            | Za Reggae I Ska             | 3:01 |
| 16 | The Analogs            | Dzieciaki Atakujące Policję | 3:18 |
| 17 | Ramzes & The Hooligans | Kiosk                       | 2:12 |
| 18 | Po Prostu              | Dzieńdobry Pacjentem        | 1:49 |
| 19 | Dr. Cycos              | Va Banque                   | 2:34 |
| 20 | The Hunkies            | Bomby                       | 2:07 |
| 21 | Vespa                  | Już Wiem                    | 3:41 |
| 22 | Anti Dread             | Komputerowy Wojownik        | 2:21 |
| 23 | Skauci                 | Za Duża Presja              | 2:37 |
| 24 | The Analogs            | Twoje Kłamstwa              | 2:33 |
| 25 | Komety                 | Love Disease                | 1:30 |
| 26 | Anti Dread             | Zjebany Weekend             | 2:30 |
| 27 | Way Side Crew          | Mija Czas                   | 3:39 |
| 28 | All Bandits            | Punk                        | 1:26 |